# Peter McDonald
Peter McDonald (Dublin, 28 de janeiro de 1972) é um roteirista e ator irlandês. Como reconhecimento, foi nomeado ao Oscar 2012 na categoria de Melhor Curta-metragem por Pentecost.

## Teatro
- The Weir (Donmar Theatre, Londres, 2013)
- The Caretaker (Trafalgar Studios 2010)
- Glengarry Glen Ross (Apollo Theatre 2007)
- Exiles (National Theatre: Cottesloe Theatre 2006)
- Resurrection Blues (Old Vic 2006)
- Aristocrats (National Theatre: Lyttelton Theatre 2005)
- Days of Wine and Roses (Donmar 2005)
- The Lieutenant of Inishmore (Garrick Theatre 2002)
- White Horses (Gate Theatre, Dublin 2001)
- A Lie of the Mind (Donmar 2001)
- The Wexford Trilogy (Oxford Stage Company tour 2001)
- Inventing Fortune's Wheel (Firkin Crane Theatre, Cork)
- Van Gogh's Ear, The Stars Lose Their Glory, The Brother (International Bar, Dublin)
- The Stranger (Players Theatre, Dublin)

## Filmes
- I Went Down (1997) como Git Hynes
- Felicia's Journey (1999) como Johnny Lysaght
- Captain Jack (1999) como Andy Watts
- The Opportunists (2000) como Michael 'Mikey' Lawler, aka Michael Kelly
- Nora (2000) como Stanislaus Joyce
- Saltwater (2000) como Frank Beneventi
- Some Voices (2000) como Dave
- When Brendan Met Trudy (2000) como Brendan
- Blow Dry (2001) como Vincent
- Don't Tempt Me (2001) como Henry
- Spin the Bottle (2004) como Tomo
- Festival (2005) como Architect
- The Headsman (2005) como Georg
- The Family Man (2006) como Steve
- The Damned United (2009) como Johnny Giles
- Wreckers (2011) como Gary
- Anthropopopometry (2013) como Steve
- The Stag (2013) como The Machine
- England is Mine (2017) como Peter Morrissey
- Fanny Lye Deliver'd (2019) como The High Sheriff for the Council of State

## Televisão
- Paths to Freedom (2000) como Tomo
- Fergus's Wedding (2002) como Tony
- Spooks (2003) como Tim Prachett
- Killing Hitler (2003) como MI Staff Officer L / BX
- Sea of Souls (2004) como Dr. Andrew Gemmill
- Green Wing (2006) como Director
- City of Vice (2008) como Tom Jones
- Titanic (2012) como Jim Maloney
- Moone Boy (2012–2015) como Liam Moone
- Mayday (2013) como Alan Hill
- Ripper Street (2014) como Dr. Anthony Rolle
- No Offence (2015) como Patrick Llewellyn
- Thirteen (2016) como Mark White
- The Last Kingdom (2017) como Brother Trew
- Finding Joy (2019) como Canine Aidan (voz)
- Dublin Murders (2019) como Jonathan Devlin
- A Discovery of Witches (2022) como Baldwin De Clermont
- Mandy (2022) como Dr Gould